# 7x20mm南部弾
7x20mm 南部弾とは、リムレス・ボトルネックの拳銃用実包であり、大日本帝國で設計された南部式小型自動拳銃（ベビー南部）にて用いられた。通称7mm南部。この実包は他の全ての南部拳銃で用いられていた8x22mm南部弾をスケールダウンしたもので、弾道特性は.32ACP弾に類似している。
終戦と共に7mm南部弾は、8mm南部弾や9mm回転拳銃弾など他の日本製拳銃実包や小銃実包共々生産が停止され、その後日本国内で製造が再開されることはなかった。小型は銃自体の製造数も特に少なく、米国拳銃市場でも稀少品とされ極めて高額で取引されている。7mm南部弾はハンドロード用の弾頭・薬莢も含め、米国メーカーの手掛ける実包が出回っていた記録がなく、稀少なオリジナル実包をリロードしながら用いるほかないため、実射自体が近年では極めて困難となりつつある。（参照：ベビー南部の実射動画）

## 性能
南部式小型拳銃から発射した場合、銃口での初速280 m/s（二百八十米）、銃口エネルギーは147 J（十五瓩米×9.80665ジュール=147.09975ジュール）、有効射程（実用最大距離）は300 m（最大射程は約2,000 m）である。7×20mm 南部弾の銃口エネルギーは、.32ACP弾のストッピングパワーに匹敵する。
距離10 m、50 m、100 mでの侵徹量を、新聞紙、杉板、砂、鉄板でそれぞれ検査した。鉄板に対しては全ての距離で弾丸が粉砕され、効果はなかった。距離10 mでは新聞紙75 mm、杉板70 mm、砂300 mmを侵徹した。距離50 mでは、新聞紙70 mm、杉板70 mm、砂280 mmを侵徹した。距離100 mでは、新聞紙は不検証、杉板70 mm、砂200 mmを侵徹した。